# Karoline Offigstad Knotten
Karoline Offigstad Knotten (Tromsø, 6 gennaio 1995) è una biatleta norvegese.

## Biografia
In Coppa del Mondo ha esordito l'8 dicembre 2018 a Pokljuka (75ª nella sprint) e ha ottenuto la sua prima vittoria, nonché primo podio, l'8 dicembre 2019 a Östersund in staffetta. Ha debuttato ai campionati mondiali ad Anterselva 2020 piazzandosi 75ª nella sprint. Il 29 novembre 2020 ha conquistato a Kontiolahti il primo podio individuale in Coppa del Mondo (3ª nella sprint) e ai successivi mondiali di Pokljuka 2021 si è posizionata 41ª nella sprint e 42ª nell'inseguimento. Ha partecipato per la prima volta ai Giochi olimpici invernali a Pechino 2022, giungendo 4ª nella staffetta; ai Mondiali di Oberhof 2023 è stata 37ª nella sprint, 17ª nell'inseguimento, 6ª nella partenza in linea, 21ª nell'individuale e 6ª nella staffetta, a quelli di Nové Město na Moravě 2024 ha vinto la medaglia d'argento nella staffetta mista, si è classificata 33ª nella sprint, 19ª nella partenza in linea, 10ª nella staffetta e non ha completato l'inseguimento e a quelli di Lenzerheide 2025 ha vinto la medaglia d'argento nella staffetta e si è piazzata 44ª nella sprint e 51ª nell'inseguimento.

## Palmarès

### Mondiali
- 2 medaglie:
  - 2 argenti (staffetta mista a Nové Město na Moravě 2024; staffetta a Lenzerheide 2025)

### Coppa del Mondo
- Miglior piazzamento in classifica generale: 9ª nel 2024
- 24 podi (4 individuali, 20 a squadre):
  - 12 vittorie (a squadre)
  - 6 secondi posti (1 individuale, 5 a squadre)
  - 6 terzi posti (3 individuali, 3 a squadre)

#### Coppa del Mondo - vittorie
| Data             | Località             | Nazione     | Specialità                                                                         |
| ---------------- | -------------------- | ----------- | ---------------------------------------------------------------------------------- |
| 8 dicembre 2019  | Östersund            | Svezia      | RL (con Ingrid Landmark Tandrevold, Tiril Eckhoff e Marte Olsbu Røiseland)         |
| 14 dicembre 2019 | Hochfilzen           | Austria     | RL (con Ingrid Landmark Tandrevold, Tiril Eckhoff e Marte Olsbu Røiseland)         |
| 17 gennaio 2020  | Ruhpolding           | Germania    | RL (con Ingrid Landmark Tandrevold, Tiril Eckhoff e Marte Olsbu Røiseland)         |
| 7 marzo 2020     | Nové Město na Moravě | Rep. Ceca   | RL (con Ida Lien, Ingrid Landmark Tandrevold e Tiril Eckhoff)                      |
| 12 dicembre 2020 | Hochfilzen           | Austria     | RL (con Ingrid Landmark Tandrevold, Tiril Eckhoff e Marte Olsbu Røiseland)         |
| 22 gennaio 2022  | Anterselva           | Italia      | RL (con Tiril Eckhoff, Ida Lien e Ingrid Landmark Tandrevold)                      |
| 14 gennaio 2023  | Ruhpolding           | Germania    | RL (con Ragnhild Femsteinevik, Marte Olsbu Røiseland e Ingrid Landmark Tandrevold) |
| 29 novembre 2023 | Östersund            | Svezia      | RL (con Marthe Kråkstad Johansen, Juni Arnekleiv e Ingrid Landmark Tandrevold)     |
| 10 dicembre 2023 | Hochfilzen           | Austria     | RL (con Juni Arnekleiv, Marit Ishol Skogan e Ingrid Landmark Tandrevold)           |
| 20 gennaio 2024  | Anterselva           | Italia      | MX (con Juni Arnekleiv, Tarjei Bø e Johannes Thingnes Bø)                          |
| 9 marzo 2024     | Soldier Hollow       | Stati Uniti | RL (con Juni Arnekleiv, Ida Lien e Ingrid Landmark Tandrevold)                     |
| 30 novembre 2024 | Kontiolahti          | Finlandia   | MX (con Ingrid Landmark Tandrevold, Johannes Dale e Vebjørn Sørum)                 |

Legenda:

RL = staffetta

MX = staffetta mista